# Fixin
Fixin település Franciaországban, Côte-d’Or megyében. Lakosainak száma 717 fő (2022. január 1.). Fixin Couchey, Brochon, Gevrey-Chambertin, Fénay, Perrigny-lès-Dijon és Valforêt községekkel határos.

## Népesség
A település népességének változása:
| Lakosok száma | 566  | 883  | 826  | 761  | 740  | 744  | 754  | 750  | 748  | 717  |
|               | 1968 | 1982 | 1990 | 2006 | 2013 | 2015 | 2017 | 2019 | 2020 | 2022 |